# Popis predsjednika Katalonije
1. Berenguer de Cruïlles 1359. – 1362.
2. Romeu Sescomes 1363. – 1364.
3. Ramon Gener 1364. – 1365.
4. Bernat Vallès 1365.

Bernat Vallès 1365. – 1367.

Romeu Sescomes 1375. – 1376.
5. Joan I d'Empúries 1376.
6. Guillem de Guimerà 1376. – 1377.
7. Galceran de Besora 1377. – 1378.

Ramon Gener 1379. – 1380.
8. Felip d'Anglesola 1380.
9. Pere de Santamans 1381. – 1383.
10. Arnau Descolomer 1384. – 1389.
11. Miquel de Santjoan 1389. – 1396.
12. Alfons de Tous 1396. – 1413.
13. Marc de Vilalba 1413. – 1416.
14. Andreu Bertran 1416. – 1419.
15. Joan Desgarrigues 1419. – 1422.
16. Dalmau de Cartellà 1422. – 1425.
17. Felip de Malla 1425. – 1428.
18. Domènec Ram 1428. – 1431.

Marc de Vilalba 1431. – 1434.
19. Pere de Palou 1434. – 1437.
20. Pere de Darnius 1437. – 1440.
21. Antoni d'Avinyó i de Moles 1440. – 1443.
22. Jaume de Cardona i de Gandia 1443. – 1446.
23. Pero Ximénez de Urrea 1446. – 1449.
24. Bertran Samasó 1449. – 1452.
25. Bernat Guillem Samasó 1452. – 1455.
26. Nicolau Pujades 1455. – 1458.
27. Antoni Pere Ferrer 1458. – 1461.
28. Manuel de Montsuar 1461. – 1464.
29. Francesc Colom 1464. – 1467.
30. Ponç Andreu de Vilar1467. – 1470.
31. Miquel Samsó 1470. – 1473.
32. Joan Maurici de Ribes 1473. – 1476.
33. Miquel Delgado 1476. – 1478.
34. Pere Joan Llobera 1478. – 1479.
35. Berenguer de Sos 1479. – 1482.
36. Pere de Cardona 1482. – 1485.

Ponç Andreu de Vilar 1485. – 1488.
37. Juan Payo Coello 1488. – 1491.
38. Joan de Peralta 1491. – 1494.
39. Francí Vicenç 1494. – 1497.
40. Pedro de Mendoza 1497. – 1500.
41. Alfons d'Aragó 1500. – 1503.
42. Ferrer Nicolau de Gualbes i Desvalls 1503. – 1504.
43. Gonzalo Fernández de Heredia 1504. – 1506.
44. Lluís Desplà i d'Oms 1506. – 1509.
45. Jordi Sanç 1509. – 1512.
46. Joan d'Aragó 1512. – 1514.
47. Jaume Fiella 1514. – 1515.
48. Esteve de Garret 1515. – 1518.
49. Bernat de Corbera 1518. – 1521.
50. Joan Margarit i de Requesens 1521. – 1524.
51. Lluís de Cardona i Enríquez 1524. – 1527.
52. Francesc de Solsona 1527. – 1530.
53. Francesc Oliver de Boteller 1530. – 1533.
54. Dionís de Carcassona 1533. – 1536.
55. Joan Pasqual 1536. – 1539.
56. Jeroni de Requesens i Roís de Liori 1539. – 1542.
57. Miquel Puig 1542. – 1545.
58. Jaume Caçador 1545. – 1548.
59. Miquel d'Oms i de Sentmenat 1548. – 1551.
60. Onofre de Copons i de Vilafranca 1551. – 1552.
61. Miquel de Ferrer i de Marimon 1552.
62. Joan de Tormo 1552. – 1553.
63. Miquel de Tormo 1553. – 1554.
64. Francesc Jeroni Benet Franc 1554. – 1557.
65. Pere Àngel Ferrer i Despuig 1557. – 1559.
66. Ferran de Lloances i Peres 1559. – 1560.

Miquel d'Oms i de Sentmenat 1560. – 1563.
67. Onofre Gomis 1563. – 1566.
68. Francesc Giginta 1566. – 1569.
69. Benet de Tocco 1569. – 1572.
70. Jaume Cerveró 1572. – 1575.
71. Pere Oliver de Boteller i de Riquer 1575. – 1578.

Benet de Tocco 1578. – 1581.
72. Rafael d'Oms 1581. – 1584.
73. Jaume Beuló 1584.

Pere Oliver de Boteller i de Riquer 1584. – 1587.
74. Martí Joan de Calders 1587.
75. Francesc Oliver de Boteller 1587. – 1588.
76. Jaume Caçador i Claret 1590. – 1593.
77. Miquel d'Agullana 1593. – 1596.

Francesc Oliver de Boteller 1596. – 1598.
78. Francesc Oliveres 1598. – 1599.
79. Jaume Cordelles i Oms 1599. – 1602.
80. Bernat de Cardona i de Queralt 1602. – 1605.
81. Pere Pau Caçador i d'Aguilar-Dusai 1605. – 1608.
82. Onofre d'Alentorn i de Botella 1608. – 1611.
83. Francesc de Sentjust i de Castre 1611. – 1614.
84. Ramon d'Olmera i d'Alemany 1614. – 1616.
85. Miquel d'Aimeric 1616. – 1617.
86. Lluís de Tena 1617. – 1620.
87. Benet Fontanella 1620. – 1623.
88. Pere de Magarola i Fontanet 1623. – 1626.
89. Francesc Morillo 1626. – 1629.
90. Pere Antoni Serra 1629. – 1632.
91. Esteve Salacruz 1632.
92. García Gil de Manrique y Maldonado 1632. – 1635.
93. Miquel d'Alentorn i de Salbà 1635. – 1638.
94. Pau Claris i Casademunt 1638. – 1641.
95. Josep Soler 1641.
96. Bernat de Cardona i de Raset 1641. – 1644.
97. Gispert d'Amat i Desbosc de Sant Vicenç 1644. – 1647.
98. Andreu Pont 1647. – 1650.
99. Pau del Rosso 1650. – 1654.
100. Francesc Pijoan 1654. – 1656.
101. Joan Jeroni Besora 1656. – 1659.
102. Pau d'Àger 1659. – 1662.
103. Jaume de Copons i de Tamarit 1662. – 1665.
104. Josep de Magarola i de Grau 1665. – 1668.
105. Joan Pagès i Vallgornera 1668. – 1671.
106. Josep de Camporrells i de Sabater 1671. – 1674.
107. Esteve Mercadal i Dou 1674. – 1677.
108. Alfonso de Sotomayor 1677. – 1680.
109. Josep Sastre i Prats 1680. – 1683.
110. Baltasar de Muntaner i de Sacosta 1683. – 1686.
111. Antoni de Saiol i de Quarteroni 1686. – 1689.
112. Benet Ignasi de Salazar 1689. – 1692.
113. Antoni de Planella i de Cruïlles 1692. – 1695.
114. Rafael de Pinyana i Galvany 1695. – 1698.
115. Climent de Solanell i de Foix 1698. – 1701.
116. Josep Antoni Valls i Pandutxo 1701.

Antoni de Planella i de Cruïlles 1701. – 1704.
117. Francesc de Valls i Freixa 1704. – 1705.
118. Josep Grau 1706. – 1707.
119. Manuel de Copons i d'Esquerrer 1707. – 1710.
120. Francesc Antoni de Solanell i de Montellà 1710. – 1713.
121. Josep de Vilamala 1713. – 1714.
122. Francesc Macià i Llussà (ERC) 1932. – 1933.
123. Lluís Companys i Jover (ERC) 1933. – 1940.
124. Josep Irla i Bosch (ERC) 1940. – 1954.
125. Josep Tarradellas i Joan (ERC) 1954. – 1980.
126. Jordi Pujol i Soley (CiU) 1980. – 2003.
127. Pasqual Maragall i Mira (PSC) 2003.
128. José Montilla (PSC) 2006. - 2010.
129. Artur Mas (CiU) 2010. - 2016.
130. Carles Puigdemont (CiU) 2016. - 2017.
131. Quim Torra (nezavisni) 2018. - 2020.
132. Pere Aragonès (ERC) 2021. - 2024.
133. Salvador Illa (PSC) 2024. -